# 비허리의 부등식
비허리의 부등식(Bihari's inequality, -不等式)은 헝가리 수학자 비허리 임레(헝가리어: Bihari Imre)가 입안하고 증명한 부등식이다. 이 부등식은 유명한 그뢴발의 부등식 중 적분 형식의 일반화로 볼 수 있다.

## 공식화
u 와 ƒ를 [0, ∞)에서 정의된 음이 아닌 연속함수라 하고, w를 [0, ∞)에서 정의된 연속이며 감소함수가 아니고 (0, ∞)에서 w(u) > 0을 만족하는 함수라고 하자. 만약 적당한 음이 아닌 상수 α에 대해 u 가 다음의 부등식을 만족한다면,
{\displaystyle u(t)\leq \alpha +\int _{0}^{t}f(s)\,w(u(s))\,ds,\qquad t\in [0,\infty ),}
u는 다음의 부등식 역시 만족한다.
{\displaystyle u(t)\leq G^{-1}\left(G(\alpha )+\int _{0}^{t}\,f(s)\,ds\right),\qquad t\in [0,T],}
여기서 함수 G는 다음과 같이 주어진다.
{\displaystyle G(x)=\int _{x_{0}}^{x}{\frac {dy}{w(y)}},\qquad x>0,\,x_{0}>0,}
G 의 역함수 G −1 와 T는 다음 조건을 만족하도록 골라야 한다.
{\displaystyle G(\alpha )+\int _{0}^{t}\,f(s)\,ds\in {\text{Dom}}(G^{-1}),\qquad \forall \,t\in [0,T].}